# Of Boys and Men
Of Boys and Men: Why the Modern Male Is Struggling, Why It Matters, and What to Do About It (2022) é um livro do autor britânico Richard Reeves.
No livro, Reeves argumenta que o avanço dos direitos das mulheres e a mudança do mercado de trabalho, que agora valoriza as habilidades cognitivas em detrimento da força física, deixaram alguns homens inseguros e incertos sobre o seu lugar no mundo (ou seja, sem segurança ontológica).
O livro também destaca as dificuldades que os meninos enfrentam na educação. Isto sugere que os meninos não têm um desempenho académico tão bom quanto as meninas (com as mulheres superando os homens em vários domínios académicos e profissionais), o que pode afetar as suas oportunidades futuras e contribuir para o seu sentimento geral de frustração. Também observa as dificuldades enfrentadas pelos homens no cumprimento dos seus papéis de provedores e pais, citando investigações que afirmam que os homens nos EUA são agora mais propensos a sentirem-se socialmente excluídos e menos propensos a terem sucesso após o divórcio.
Reeves diz que estes desafios atingiram particularmente os homens negros com mais força, já que anos de altas taxas de encarceramento entre homens negros limitaram severamente as suas perspetivas de vida. Da mesma forma, os homens sem diplomas universitários têm registado uma diminuição dos salários, quedas significativas na esperança de vida e um aumento das taxas de desestruturação familiar. Reeves observa que os aspetos da hipermasculinidade promovidos pela cultura popular são desincentivadores para os homens modernos, e diz que os esforços para alcançar a igualdade de género devem agora priorizar a abordagem das necessidades e preocupações dos rapazes, em vez de se concentrarem exclusivamente nas meninas e nas mulheres.